# Parti jeune finnois
Le Parti jeune finnois (en finnois : Nuorsuomalainen Puolue) ou Parti fennomane-constitutionnel (en finnois : Perustuslaillis-Suomenmielinen Puolue) est un parti politique libéral et nationaliste du Grand-duché de Finlande. D'abord mouvement réformiste à partir des années 1870, il ne prend la forme d'un parti politique qu'en 1902 en réaction à la politique de russification de la Finlande.

## Histoire
En 1872 le premier représentant du Parti finlandais Yrjö Sakari Yrjö-Koskinen est élu. Progressivement les jeunes du mouvement subissent des influences libérales et forment à la fin des années 1880 un groupe nommé « Jeune finnois » sous la direction de Jonas Castrén et de Lauri Kivekäs.
Ils sont accompagnés du groupe d'artistes politiquement actifs tels que Akseli Gallen-Kallela, Jean Sibelius, Juhani Aho, Minna Canth. En 1894 ce groupe devient un parti dans le parti, avant de devenir un parti complètement indépendant en 1905,,.
Lucina Hagman, candidate du parti, est élue en 1907 et est l'une des premières femmes au parlement.
Après la guerre civile finlandaise en 1918, le  Parti jeune finnois se scinde en deux nouveaux partis. La minorité conservatrice et monarchiste menée par Pehr Evind Svinhufvud fonde le Parti de la coalition nationale aux côtés de la majorité des membres du Parti finlandais, alors que la majorité républicaine et libérale menée par Kaarlo Juho Ståhlberg fonde le Parti libéral finlandais avec la minorité du Parti finlandais.
Après la défaite de l'Empire allemand lors de la Première Guerre mondiale, et l'abdication de l’éphémère roi de Finlande Frédéric-Charles de Hesse-Cassel, par ailleurs beau-frère de l'empereur allemand Guillaume II, Ståhlberg est élu premier Président de la République de Finlande le 25 juillet 1919.

## Résultats électoraux

### Élections législatives
| Année | Voix    | %     | Sièges   |
| ----- | ------- | ----- | -------- |
| 1907  | 121 604 | 13,65 | 26 / 200 |
| 1908  | 115 201 | 14,23 | 26 / 200 |
| 1909  | 122 770 | 14,50 | 29 / 200 |
| 1910  | 114 291 | 14,44 | 28 / 200 |
| 1911  | 119 361 | 14,88 | 28 / 200 |
| 1913  | 102 313 | 14,13 | 29 / 200 |
| 1916  | 99 419  | 12,50 | 23 / 200 |
| 1917  | 299 516 | 30,17 | 24 / 200 |

## Personnalités du Parti

### Futurs présidents de la république
| - Risto Ryti, 1940–1944, | - K. J. Ståhlberg, 1919–1925 | - P. E. Svinhufvud, 1931–1937 |

### Autres personnalités politiques
| - Pekka Ahmavaara, - Jonas Castrén, - Eero Erkko, - Maikki Friberg, - Kustavi Grotenfelt - Lucina Hagman, | - Theodor Homén - Tekla Hultin, - Karl Ferdinand Ignatius - Santeri Ivalo - A. K. Karvonen, - Jaakko Laurila, | - Julius Lyly, - Thiodolf Rein, - Heikki Renvall, - E. N. Setälä - Atte Törnqvist - Santeri Alkio, |

### Artistes
| - Juhani Aho, - Minna Canth, - Akseli Gallen-Kallela, | - Pekka Halonen, - Arvid Järnefelt, - Ilmari Kianto, | - Eino Leino, - Jean Sibelius |

## Autre Parti jeune finnois
Un petit parti de droite créé dans les années 1990 porte également le nom de Parti jeune finnois. Il a gagné deux sièges à la Diète lors des élections législatives de 1995, puis les a perdu lors des élections suivantes.